# Japangraben

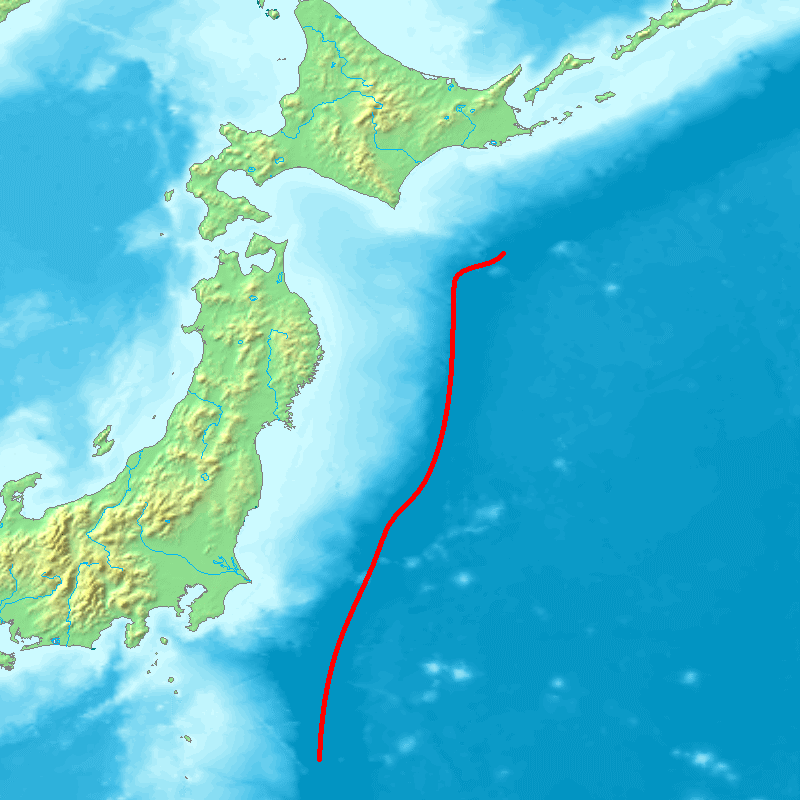
Lage des Japangrabens

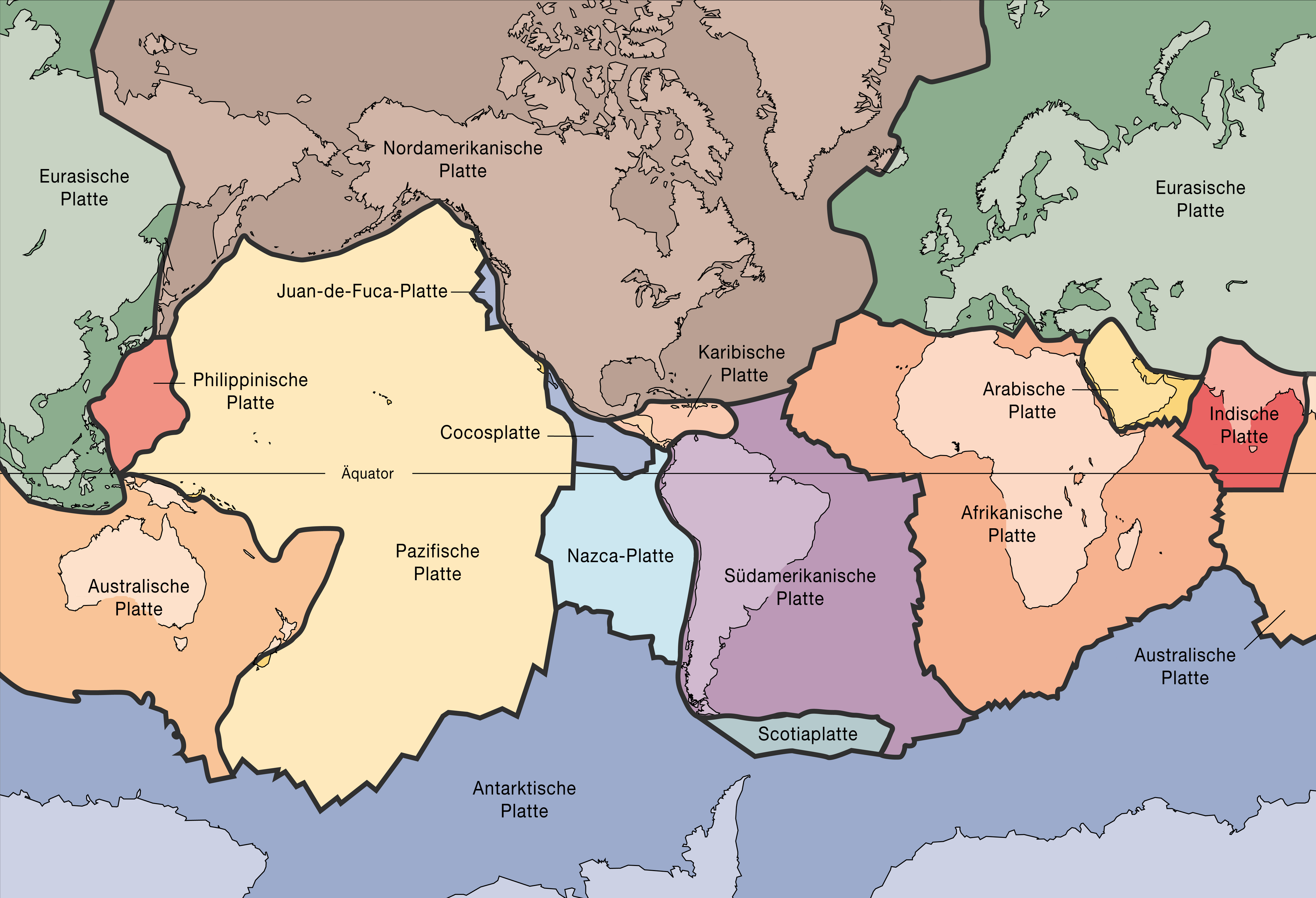
Tektonische Platten mit Kontinenten im Hintergrund

Der Japangraben ist eine bis 8410 m tiefe und 800 km lange Tiefseerinne im nordwestlichen Teil des Pazifischen Ozeans (Pazifik). 

## Geographie
Er befindet sich zwischen Honshū (Japan) im Westen, Nordwesten und Norden, dem Kurilengraben im Nordosten, dem Nordwestpazifischen Becken im Osten, dem Boningraben im Süden – beide getrennt durch den Sagami-Graben – und dem Philippinenbecken im Südwesten. Dort liegt er etwa zwischen 36° und 42° nördlicher Breite sowie 143° und 146° östlicher Länge.

## Geologie
Der Japangraben bildet den Nordteil der tief eingeschnittenen Nahtstelle von Philippinischer Platte im Westen und Pazifikplatte im Osten. 
In 5000 Meter Tiefe wurden 2006 erstmals etwa 50 Meter große Vulkane („Petit Spots“) entdeckt. Diese nur wenige Millionen Jahre alten Vulkane waren dort überhaupt nicht erwartet worden, sie stellen einen neuen Typ von Vulkanen dar.
Der Japangraben ist seismisch aktiv. Mit dem Tōhoku-Erdbeben 2011 ereignete sich hier eines der stärksten Erdbeben, das jemals gemessen wurde.